# Baccio d'Agnolo
Baccio d'Agnolo (vero nome Bartolomeo d'Agnolo Baglioni; Firenze, 19 maggio 1462 – Firenze, 6 marzo 1543) è stato un architetto e scultore italiano.
Baccio è l'abbreviazione di Bartolomeo, e d'Agnolo si riferisce ad Angelo, il nome di suo padre.

## Scultore
Ha iniziato come intagliatore di legno, attività che imparò sotto la guida del padre e nella bottega di quest'ultimo dove ebbe occasione di conoscere le opere di Giuliano da Maiano e di Bernardo della Cecca, e tra 1491 e il 1502 ha lavorato principalmente nella chiesa di Santa Maria Novella e in Palazzo Vecchio a Firenze, oltre a Perugia al coro di Sant'Agostino, lavoro al quale parteciparono anche i figli e che si distinse per una varietà di elementi cinquecenteschi.
A lui vennero commissionate varie strutture lignee per altari, come ad esempio quella per la Pala dell'Annunziata di Filippino Lippi e Perugino per l'altare maggiore del santuario della Santissima Annunziata (1500). Disegnò inoltre camini e portali, come quello della sala dei Duegento di palazzo Vecchio.

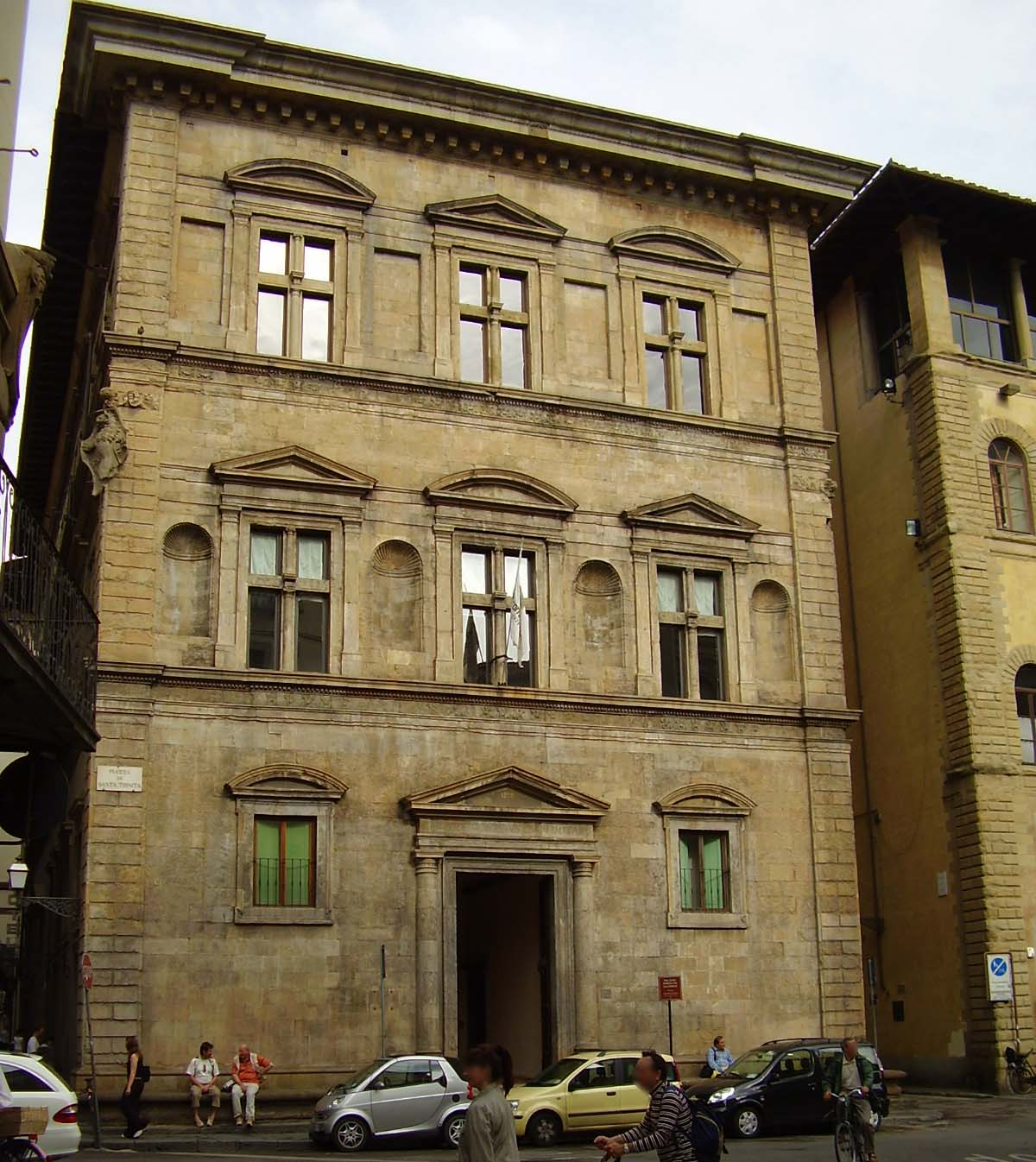
Palazzo Bartolini Salimbeni a Firenze, considerato l'opera di rottura tra Rinascimento e manierismo nell'architettura civile fiorentina

## Architetto
Dopo aver raggiunto una notevole fama come scultore, in un periodo imprecisato della sua vita, iniziò ad occuparsi anche di architettura compiendo degli studi a Roma ma già all'inizio del XVI secolo venne assunto come architetto dal Cronaca per alcuni lavori in Palazzo Vecchio e nel Palazzo della Signoria, nel 1503 raggiunse una certa fama grazie al palazzo Taddei e nel 1502-1505 gli venne commissionato il completamento del tamburo della cupola della cattedrale di Santa Maria del Fiore. Quest'ultimo lavoro, tuttavia, non venne completato a causa delle avverse critiche di Michelangelo, che defininì l'opera come una gabbia per grilli.
Baccio d'Agnolo realizzò anche la chiesa di San Giuseppe, Villa Borgherini e Palazzo Bartolini. Nel 1503-1504 fece palazzo Taddei in via de' Ginori e, nello stesso periodo, realizzò il campanile di Santo Spirito. Seguirono i lavori al pavimento del Duomo, la cappella dei Priori in palazzo Vecchio (1511-1514), il palazzo Borgherini e la chiesa di Santi Apostoli in Borgo Santi Apostoli, e il campanile di San Miniato al Monte (1523).
Il palazzo Bartolini Salimbeni fu il primo palazzo fiorentino ad avere sulla facciata principale delle colonne ad incorniciare porte e finestre, precedentemente limitato alle chiese; è stato ridicolizzato dai fiorentini per la sua innovazione. Altri suoi lavori molto ammirati sono stati la chiesa di San Giuseppe (1519), i palazzi Torrigiani, Stiozzi Ridolfi, Lanfredini (1520-1523), Bartolini di via Valfonda.
Dal suo studio passarono, Michelangelo, Andrea Sansovino, i fratelli Antonio da Sangallo il Vecchio e Giuliano da Sangallo e il giovane Raffaello. Morì a Firenze nel 1543, lasciando quattro figli, tutti architetti: il più noto fu Giuliano di Baccio d'Agnolo, mentre ebbero una carriera più circoscritta o meno documentata Domenico, Francesco e Filippo.
Giorgio Vasari ha incluso Baccio d'Agnolo nel volume IV delle sue Vite, affermando che molte furono le opere commissionate al Baccio, gran parte delle quali, però, sono andate perdute.